# Altoona (Kansas)
Altoona es una ciudad ubicada en el condado de Wilson en el estado estadounidense de Kansas. En el año 2010 tenía una población de 485 habitantes y una densidad poblacional de 346,43  personas por km².

## Geografía
Altoona se encuentra ubicada en las coordenadas 37°31′36″N 95°39′43″O / 37.52667, -95.66194 (37.526796, -95.661903).

## Demografía
Según la Oficina del Censo en 2000 los ingresos medios por hogar en la localidad eran de $23,906 y los ingresos medios por familia eran $30,375. Los hombres tenían unos ingresos medios de $28,523 frente a los $22,500 para las mujeres. La renta per cápita para la localidad era de $12,534. Alrededor del 16.3% de la población estaban por debajo del umbral de pobreza.